# Digital Media City Landmark Building
O Digital Media City Landmark Building seria um super arranha-céu que atingiria a marca de 640 metros em 133 andares, em Seoul, capital da Coreia do Sul. Teve um custo estimado em 3,3 trilhões de yens, ou seja 2,9 bilhões de dólares.
Teria um posto de observação no andar de número 133, ou seja a 540 metros de altura se tornando o prédio com o posto de observação mais alto do mundo. Também teria o hotel mais alto do mundo entre os andares de número 108 e 130.
Merece destaque também que o prédio teria o maior aquário do mundo, ocupando uma área de 10.000 metros quadrados nos seis andares subterrâneos. Além dos Luxuosos apartamentos dos andar 46 a 84 e o Restaurante com Concertos glamurosos nos andares de 128 a 130.

## Cancelamento
O projeto foi cancelado por razões orçamentais.